# «SOS» над тайгою
«SOS» над тайгою (рос. «SOS» над тайгой) — радянський художній фільм 1976 року, знятий кіностудією «Мосфільм».

## Сюжет
Стереофільм. Учасник геологічної експедиції, колишній кримінальник Жамін отримує дивний лист, після якого він звільняється з роботи і поспішає через тайгу на прилеглу станцію. До міста необхідно виїхати і його головному ворогові Легостаєву, якого Жамін давно погрожував вбити. На станцію Жамін приходить один. У нього знаходять закривавлений ніж і велику суму грошей…

## У ролях
- Олександр Январьов — Олександр Жамін
- Олександр Воєводін — Віктор Легостаєв, технік
- Валерій Малишев — лейтенант Кравченко, інспектор міліції
- Олександр Тавакай — Тобагоєв, старий мисливець
- Тамара Совчі — Катерина Уварова, наречена Жаміна
- Еве Ківі — Лайма, радистка
- Геннадій Юдін — Сергій Павлович Симагін, начальник геологічної партії
- Костянтин Тиртов — Аркадій Семенович Сонц, начальник експедиції
- Олександр Лебедєв — Федір Дударьов
- Юрій Гусєв — Большаков, полковник
- Микола Сморчков — пілот вертольота
- Едуард Бредун — вантажник, що зловив Жаміна
- Данило Нетребін — пілот вертольота, який прилетів за Легостаєвим
- Володимир Козелков — міліціонер з аптечкою
- Валеріан Виноградов — Черних
- Станіслав Міхін — другий вантажник

## Знімальна група
- Режисери — Аркадій Кольцатий, Валентин Перов
- Сценаристи — Арнольд Вітоль, Володимир Кузнецов
- Оператор — Микола Большаков
- композитор — Микита Богословський
- художник — Семен Ушаков